# Cosmopolite sans racine
« Cosmopolite sans racine » (en russe : безродный космополит, bezrodniy kosmopolit) est une expression introduite par Staline lors de la campagne antisémite de 1949 à 1953,. Cette campagne culminera avec la révélation du prétendu complot des blouses blanches. Le terme « cosmopolite sans racine » se réfère principalement (mais pas seulement) aux intellectuels juifs, les accusant de manque de patriotisme, c'est-à-dire d'un manque d'allégeance à l'Union soviétique,.

## Contexte historique
Vers la fin, et immédiatement après la Seconde Guerre mondiale, le Comité antifasciste juif voit son influence grandir parmi la communauté juive soviétique de l'après Shoah, et est accepté comme son représentant dans le monde occidental. Comme ses activités sont parfois en contradiction avec la politique soviétique, le comité devient une nuisance pour les autorités soviétiques. La Commission centrale de vérification du Parti communiste de l'Union soviétique (PCUS) conclut qu'au lieu de focaliser son attention sur la lutte contre les forces internationales de la réaction, le Comité continuait dans la voie du Bund, une dénomination dangereuse, car les anciens membres du Bund devaient être purgés.
En janvier 1948 le responsable du comité, le célèbre acteur et personnage public connu mondialement, Solomon Mikhoels, est assassiné par le ministère des Affaires intérieures (MVD) sur ordre de Staline, et son meurtre déguisé en accident de la route. Mikhoels aurait été écrasé par un camion, alors qu'il se promenait sur une route étroite. Ce meurtre est suivi par l'arrestation des principaux dirigeants du Comité antifasciste juif et par sa dissolution.
L'URSS vote en 1947 le plan de partage de la Palestine et en mai 1948, reconnaît la déclaration d'indépendance de l'État d'Israël. Par la suite l'URSS soutiendra Israël en lui fournissant des armes, par l'intermédiaire de la Tchécoslovaquie, lors de la guerre israélo-arabe de 1948-1949, malgré l'embargo. De nombreux Juifs soviétiques se sentent concernés, éprouvant de la sympathie envers Israël, et envoient des milliers de lettres au Comité antifasciste juif (qui n'était pas encore formellement dissout), offrant de contribuer ou même de se porter volontaires pour la défense d'Israël.
En septembre 1948, le premier ambassadeur israélien en URSS, Golda Meir, arrive à Moscou. Elle soulève un immense enthousiasme, et une foule (estimée à 50 000 personnes) s'assemble le long de son trajet et dans et autour de la synagogue de Moscou où elle participera aux fêtes de Yom Kippour et de Roch Hachana.
Le 21 septembre 1948, le journal la Pravda publie un article de Ilya Ehrenbourg « Au sujet d'une lettre », dans lequel il critique l'antisémitisme mais soutient que le destin des Juifs soviétiques est dans l'assimilation dans la nation soviétique unifiée. Plus tard, il admettra qu'il avait reçu des instructions précises du Politburo.
Ces événements correspondent à une période de recrudescence du nationalisme russe orchestrée par la propagande officielle, à la Guerre froide de plus en plus hostile, et à la prise de conscience par les dirigeants soviétiques qu'Israël a choisi l'option occidentale et non socialiste. À l'intérieur des frontières de l'URSS, les Juifs sont considérés comme un problème de sécurité, en raison de leurs connexions internationales, particulièrement avec les États-Unis, et de leur conscience nationale grandissante.
Avec des liens qui se resserrent de plus en plus entre Israël et les États-Unis, l'Union soviétique décide vers la fin de 1948 de changer de camp dans le conflit israélo-arabe, et de commencer à soutenir les Arabes contre Israël, d'abord politiquement et plus tard militairement. De son côté, David Ben Gourion déclare soutenir les États-Unis dans la Guerre de Corée, malgré l'opposition de l'aile gauche de son parti. À partir de 1950, les relations israélo-soviétiques restent inextricablement associées aux soubresauts de la Guerre froide, avec des implications inquiétantes pour les Juifs soviétiques soutenant Israël, ou perçus comme tels.

## « Au sujet d'un groupe antipatriotique de critiques théâtraux »
La campagne nationale est lancée le 28 janvier 1949 avec l'article intitulé « Au sujet d'un groupe antipatriotique de critiques théâtraux » publié dans le journal la Pravda, l'organe officiel du comité central du Parti communiste:
« des cosmopolites effrénés et malveillants, des profiteurs sans racine ni conscience… poussant sur la levure pourrie du cosmopolitisme, de la décadence et du formalisme bourgeois… des nationaux non-indigènes sans patrie qui empoisonnent avec leur puanteur… notre culture prolétarienne. »
« Qu'est ce qu'un A. Gurvich peut comprendre du caractère national d'un homme soviétique russe ? »
Les accusations stalinistes typiques de conspiration sont accompagnées d'une croisade dans les médias contrôlés par l'état pour divulguer les noms cachés sous certains pseudonymes.
De nombreux écrivains yiddish sont arrêtés et douze d'entre eux seront exécutés plus tard dans la nuit du 12 au 13 août 1952, nuit connue sous le nom de « Nuit des poètes assassinés ». Les théâtres et les journaux yiddish sont fermés sans délai, les livres d'auteurs juifs (tels que Eduard Bagritsky, Vassili Grossman, Mikhail Svetlov, Iossif Outkine, Boris Pasternak et d'autres) sont retirés des librairies et des bibliothèques. Même Polina Jemtchoujina, la femme de Viatcheslav Mikhaïlovitch Molotov qui est juive, n'échappe pas à l'arrestation en 1949.
La fille de Staline, Svetlana Allilouieva raconte dans son livre Vingt Lettres à un Ami qu'elle avait demandé à son père pourquoi son beau-fils Grigori Morozov (qui était juif) avait été arrêté, et qu'il lui avait répondu : « Tu ne comprends pas ! Toute la vieille génération est infectée par le sionisme, et ils l’enseignent à leurs jeunes. »
Le 1er décembre 1952, lors une session du Politburo, Staline annonce :
« Chaque nationaliste juif est un agent des services secrets américains. Les nationalistes juifs pensent que leur nation a été sauvée par les États-Unis (là, vous pouvez devenir riche, bourgeois, etc). Ils pensent qu'ils ont une dette à l'égard des Américains. »
« Parmi les docteurs, il y a beaucoup de nationalistes juifs. »
Ehrenbourg, qui visita les États-Unis en 1946, et dont les articles profondément antiaméricains trouvaient leur écho dans la propagande soviétique, et qui était alors un militant du Mouvement de la Paix et le lauréat du Prix Staline de 1947, avait si peur d'être arrêté qu'il écrivit à Staline une lettre lui demandant de « mettre fin à cette incertitude ». Il proclama plus tard qu'il a été épargné car le régime avait besoin de dissimuler la campagne pour l'Ouest, où la situation critique des Juifs soviétiques était considérée comme un problème important d'atteinte aux droits de l'homme.

## Résultats
À la suite de cette campagne, de nombreux Juifs soviétiques sont chassés de leur emploi. En 1947, les Juifs représentaient 18 % des travailleurs scientifiques soviétiques, mais en 1970 ce nombre n'est plus que de 7 %.
Tout ce qui est juif est supprimé par les autorités soviétiques, et même le mot « juif » disparaît des médias. Beaucoup ont été choqués de constater que le couplet en yiddish, chanté par Solomon Mikhoels, avait été supprimé de la fameuse berceuse de la comédie musicale Le Cirque (Цирк, Tsirk) de 1936, connue par cœur par des millions de personnes et encore très populaire dans les cinémas soviétiques d'après-guerre.
Un historien du sionisme, Walter Laqueur, note : « Quand, dans les années 1950, sous Staline, les Juifs d'Union soviétique ont été accusés et de nombreux exécutés, c'était sous la bannière de l'antisionisme plutôt que de l'antisémitisme, qui avait mauvaise presse depuis Adolf Hitler ».
Certains auteurs sont contraints d'effectuer de nombreuses modifications de leurs œuvres afin de correspondre au standard imposé et continuer à être publiés. Ainsi, Lev Kassil, termine son Voyage imaginaire par la dissolution ostentatoire de son rêve d'enfant représentant une contrée imaginaire dans la réalité du nouveau quotidien socialiste.